# WoltLab Burning Board
WoltLab Burning Board, nun WoltLab Suite Forum genannt (inoffizielle Abkürzung: WBB bzw. WSF), ist eine proprietäre Forensoftware. Sie wird vom deutschen Unternehmen WoltLab in der Programmiersprache PHP entwickelt.

## Geschichte
Marcel Werk, heutiger Geschäftsführer der WoltLab GmbH, entwickelte Anfang 2001 eine Forensoftware basierend auf PHP und dem Datenbanksystem MySQL. Ab dem 16. Mai 2001 wurde Burning Board in der Version 1.0, Beta 2 kostenlos zum Herunterladen angeboten. Am 13. November 2001 wurde die Werk und Glander GbR durch Marcel Werk und Arian Glander gegründet, die am 18. August 2003 in die WoltLab GmbH umfirmiert wurde. Arian Glander war bis zum 31. Dezember 2009 zweiter Geschäftsführer der WoltLab GmbH. Der Name WoltLab setzt sich aus dem Heimatsort von Werk Woltersdorf und Laboratory zusammen.

### Burning Board 1
Der Markt für Forensoftware war Mitte 2001 überschaubar und wurde von kostenpflichtigen Produkten dominiert. Das kostenlos veröffentlichte Burning Board 1 traf daher auf großes Interesse. Besonders der einfach zu modifizierende Quelltext machte es für „Hobby-Entwickler“ interessant. Bereits seit Burning Board 1 wird eine kostenpflichtige „Branding-Free“-Lizenz zum Entfernen des sichtbaren Urheberrechtshinweises angeboten.
Version 1.2 erschien nach der Veröffentlichung von Burning Board 2 mit kleineren Verbesserungen gegenüber der Version 1.1.

### Burning Board 2

Logo des Burning Board 2

Die Version 2 wurde von Grund auf neu programmiert. Das Hauptaugenmerk lag auf einer besseren Benutzerfreundlichkeit. So lassen sich viele Einstellungen und Veränderungen über die Administrationsoberfläche erledigen. Diese Version nutzte bereits erste Ansätze von objektorientierter Programmierung. Aufgrund des Entwicklungsaufwandes entschloss sich WoltLab, diese Version kostenpflichtig anzubieten, was von den Nutzern kontrovers aufgenommen wurde.

### Burning Board 2.1
Die am 5. Juli 2003 veröffentlichte Version 2.1 stellte einen Meilenstein in der Entwicklung von Burning Board 2 dar. Neben dem Umstieg auf den XHTML-Standard wurde ein erweitertes Templatesystem mit Kontrollstrukturen, ein Sprachsystem für die Mehrsprachigkeit der Forensoftware sowie ein erweitertes Gruppensystem eingefügt.

### Burning Board 2.2, 2.3 sowie Lite 1
Neben kleineren Änderungen war die wichtigste Erweiterung der Version 2.2 ein auf Java basierender WYSIWYG-Editor. In der Version 2.3 wurden vor allem Erweiterungen des Dateianhang-Systems vorgenommen.
Am 5. August 2004 erschien das kostenlose Burning Board Lite 1, eine abgespeckte Version von Burning Board 2, das Version 1.2 als kostenlose Basisversion ablöste.
Am 21. Januar 2005 kündigte WoltLab an, dass die Entwicklungsphase von Version 3 begonnen habe. Die Weiterentwicklung von Burning Board 2 und Burning Board Lite 1 wurde danach eingestellt und nur noch Fehlerbehebungen und Sicherheitsupdates nachgereicht. Seit dem 9. Juli 2010 ist der Support für das Burning Board der zweiten Generation vollständig eingestellt und wird nicht mehr zum Download angeboten. Vor diesem Zeitpunkt erworbene Lizenzen sind weiterhin gültig und erlauben den Betrieb dieser Version.

### Burning Board 3 sowie Lite 2

Logo des Burning Board 3

Im Gegensatz zu den Vorversionen wurde es unter Nutzung von PHP 5 komplett objektorientiert programmiert und erzeugt Markup, das den aktuellen Webstandards XHTML 1.1 und CSS2 entspricht. Schwerpunkte der Entwicklung lagen bei der Benutzung von semantischem HTML und Barrierefreiheit. Das Templatesystem wurde in der Syntax nun an Smarty angelehnt und bietet deutlich weiter gehende Möglichkeiten als in Version 2.
Architektonisch gliedert sich die Software ab Version 3 in ein Framework mit dem Namen WoltLab Community Framework (WCF), das als Grundlage für die Entwicklung von Endanwendungen dient, und die darauf aufbauende Endanwendung Burning Board 3. Die Quelltexte des Kerns des WCF steht unter der Open-Source-Lizenz LGPL.
- Version 3.1 des Burning Board, die am 14. Oktober 2009 veröffentlicht wurde, basiert auf der WCF-Version 1.1 und brachte viele Detailverbesserungen und ein völlig überarbeitetes Benutzerprofil, das nun durch Profil-Plugins wie etwa Gästebuch, Galerie oder Blog, erweitert werden kann.[11]
- Das am 6. März 2008 veröffentlichte kostenlose Burning Board Lite 2 ist keine Weiterentwicklung von Burning Board Lite 1, sondern basiert auf dem WoltLab Community Framework und Burning Board 3. Burning Board Lite 2 ist sowohl für kleinere Forenprojekte gedacht, die nicht den gesamten Funktionsumfang der Vollversion benötigen, als auch als produktiv einsetzbare Demo von Burning Board 3 anzusehen.
- Am 11. November 2010 veröffentlichte Woltlab das Burning Board Lite 2.1. Es basiert auf dem Woltlab Community Framework 1.1 und bietet Funktionen, die bisher nur in kostenpflichtigen Versionen vorhanden waren. Das sind das neue Benutzerprofil und der WYSIWYG-Editor aus Version 3.1, eine Überarbeitung des Skins, eine Mitglieder-Suchfunktion, erweiterte Einstellungen für die Dateigröße sowie erweiterter PN-Versand.[12]

Laut WoltLab sollen keine neuen Funktionen in Burning Board 3.1 und Lite 2.1 eingebaut werden. Man konzentriert sich völlig auf die Entwicklung der neuen Generation 4, deren Betaphase Anfang 2013 begann. Nach der Veröffentlichung von Burning Board 4 und WCF 2 wird die Software, die auf dem WCF 1.1 basiert, noch für zwei Jahre mit Fehlerbehebungen versorgt.

### Burning Board 4
Burning Board 4.0 (Codename: Dragon, englisch für „Drache“) wurde am 12. Dezember 2013 veröffentlicht. Eine erste Beta-Version wurde Ende März veröffentlicht. Unter anderem wurden die APIs vereinheitlicht, HTML5 verwendet und die Stylesheet-Sprache Less und jQuery als JavaScript-Framework verwendet.
Burning Board 4.1 (Codename: Meteor) wurde am 1. März 2015 veröffentlicht. Eine der größeren Änderungen stellt der Austausch des bisher genutzten CKEditor gegen Redactor 10 dar. Damit soll das solide und zuverlässige Verfassen und Bearbeiten von Beiträgen unabhängig von dem genutzten Gerät gewährleistet werden.
Burning Board 4.0 und 4.1 eignen sich wegen der Einschränkungen der enthaltenen Suchfunktion (MySQLs FULLTEXT) im Auslieferungszustand eher nur für kleine bis mittlere Communitys. Bei größeren Communitys mit mehreren 100.000 Datensätzen nimmt gemäß Woltlab die Geschwindigkeit der Suche stark ab und die Relevanz der Suchergebnisse sinkt. Abhilfe schafft ab Burning Board Version 4.1 eine Elasticsearch-Integration, die Woltlab als kostenpflichtiges Plugin zur Verfügung stellt.

### WoltLab Suite Forum 5.0 (Burning Board)
Mit Einführung der Woltlab Suite 3 (WSC3) am 15. Dezember 2016 als grundlegendes Kern-CMS der WoltLab-Produkte wurde auch die Nomenklatur angepasst und das Burning Board als Suite Forum tituliert. Mit Erwerb der neuen Produktlinien (Forum 5.0, Blog 3.0, Calendar 3.0, Filebase 3.0, Gallery 3.0) erhält man weiterhin Zugriff auf alte Versionen.

## Offizielle Erweiterungen

### Für Burning Board 1 und 2
Die Entwicklung der offiziellen Erweiterungen für die Version 1 und 2 wurden eingestellt und die Versionen werden nicht mehr zum Kauf und Download angeboten. Alle für Burning Board 2 erhältlichen Erweiterungen waren kostenpflichtig.
- Mit dem NewsAddon konnten Themen aus Burning Board 1 und 2 auf externen Seiten ausgegeben werden. Dies konnte wahlweise durch eine HTML- bzw. XML-Ausgabe erfolgen.
- Der WoltLab ChatServer (ChatAddon) war eine auf Java basierende Chat-Erweiterung für Burning Board ab Version 2.1.[19] Trotz der Ankündigung einer finalen Version, wurde mit der Beta 4 die letzte lauffähige Version veröffentlicht.
- Der Enzym-C Style wurde am 15. September 2004 für Burning Board 2.2 veröffentlicht.[20] Am 11. Januar 2005 erschien eine Version für die Version 2.3.[21]

### Für Burning Board 3
- Tapatalk-Support ist ein Plugin für das Burning Board, das für das Forum Unterstützung der App Tapatalk anbietet.[22] Systemvoraussetzungen sind mindestens Version 1.1 des Community Frameworks, sowie Burning Board ab Version 3.1.5.
- Das kostenpflichtige Community Calendar Plugin bietet eine Möglichkeit, eine Terminverwaltung ins Forum zu integrieren[23]. Bis zur Version 2 von Burning Board war eine einfache Kalender-Funktion direkt in der Forensoftware integriert.
- Das ebenso kostenpflichtige Community Blog, bietet eine Möglichkeit, eine Blogsoftware in das Benutzerprofil von Burning Board zu integrieren. Das Plugin benötigt mindestens Version 1.1 des Community Frameworks.
- Mit der Version 1.1 wird die Community Galerie, vormals Persönliche Benutzergalerie, nur noch kostenpflichtig[24] angeboten. Diese benötigt, genauso wie der Blog, Version 1.1 des Community Frameworks. Die Version 1.0 wird noch für 2 Jahre mit Fehlerbehebungsupdates gepflegt.
- Mit dem kostenlosen Paket Burning Board Search Engine Optimization bietet WoltLab eine Möglichkeit, die Forensoftware für Suchmaschinen zu optimieren.
- Mit dem ebenfalls kostenlosem Plugin Profil-Gästebuch bietet WoltLab Burning Board-Kunden die Möglichkeit das Benutzerprofil ihres Forums um ein Gästebuch zu erweitern.
- Des Weiteren gibt es noch 3 kostenpflichtige Stile, die im Kundenbereich erworben werden können: die Space-Stilfamilie und die Volcano-X-Stilfamilie – verfügbar in mehreren Farben, und der Pure.Chrome Stil.

## Inoffizielle Erweiterungen
Rund um Burning Board hat sich eine große Gemeinschaft von freiwilligen Entwicklern gebildet, die die Funktionalität und Individualität der Forensoftware durch Erweiterungen stetig vergrößern.
- Erweiterungen für Burning Board 1 und 2 werden als Hacks oder Add-ons bezeichnet. Diese Erweiterungen müssen oft unter anderem durch manuelles Ändern des Quelltextes in den Dateien der Forensoftware eingebaut werden. Für grafische Umgestaltungen des Forums wird der Begriff „Style“ verwendet. Schon Version 2 erlaubt dem Forenbetreiber, mehrere verschiedene Styles in die Software einzubauen, so dass die Benutzer nach Wunsch zwischen ihnen umschalten können.
- Mit dem Erscheinen von Burning Board 3 bzw. WoltLab Community Framework 1 werden Erweiterungen als Plug-ins bezeichnet. Diese können ohne manuelle Änderungen der Forensoftware mit einer Paketverwaltung installiert und deinstalliert werden. Grafische Erweiterungen werden nun als „Stile“ bezeichnet.

## Support
Der offizielle Support für das WoltLab Burning Board wird über ein Ticket-System im Kundenbereich abgewickelt. Diese Form des Supports ist im Standardumfang der Lizenz enthalten. Sie steht allerdings nur Kunden zur Verfügung, die die aktuelle Version ab dem 12. Dezember 2013 gekauft haben. Für Produkte und verbilligte Upgrades von der Vorgängerversion, die älter sind, gilt dieser Standard Support nicht. Die betroffenen Kunden sind bezüglich des Supports auf die freiwillige Hilfe anderer Nutzer im Supportforum abhängig.
Der Standard-Support konnte bis 2019 auf einen kostenpflichtigen Professional Support erweitert werden. Die beiden Supportpakete unterschieden sich in Umfang und Antwortzeit.
2019 gab WoltLab bekannt, dass der Support über das Ticketsystem vereinheitlicht wird, da WoltLab die Erfahrung gesammelt hat, dass sich die benötigten Zeiten für eine Reaktion bei den beiden Support-Modulen nur minimal unterschieden.
Ab dem 6. Juli 2010 nutzte die WoltLab GmbH einen öffentlichen Bugtracker, der Benutzern der Software das Melden von Programmfehlern und Erstellen von Verbesserungsvorschlägen ermöglichte. Mit der Umstellung auf das Woltlab Community Framework Version 2 wurde der Bugtracker aber wieder entfernt und es dienen nun Foren als Bugtracker.

### WoltLab Community Forum
Seit dem Bestehen von Burning Board gilt das offizielle Supportforum (Abkürzung: WSF) als wichtigster Anlaufpunkt für Fragen zum Standardumfang der Forensoftware. Das Forum funktioniert nach dem „Nutzer helfen Nutzern“-Prinzip. Im Jahr 2011 wurde das frühere „Woltlab Supportforum“ in „Woltlab Community Forum“ umbenannt und behandelt nun auch Themen zur Programmierung von Plugins und zum Gestalten von Stilen, die vorher in ein eigenes Forum ausgelagert waren.

### WoltLab Plugin-Store
Seit dem 25. März 2011 betreibt WoltLab einen Plugin-Store, mit dessen Eröffnung die vorher bestehende WoltLab-Community, eine Plugin-Datenbank mit angeschlossenem Forum für Fragen zu Plugins, abgeschaltet und teilweise mit dem WoltLab Support Forum zusammengeführt wurde. Im Plugin-Store können sowohl kostenlose als auch kostenpflichtige Erweiterungen und Stile angeboten werden.

## Sonstiges
- Der Name Burning Board kommt von Marcel Werks Benutzernamen „Burntime“, daraus leitete sich dann Burning Board ab.
- Die häufig gebrauchte Abkürzung WBB wird nicht offiziell von der WoltLab GmbH genutzt, da diese bereits rechtlich geschützt ist.
- Der Name WoltLab ist eine Abkürzung von „Woltersdorf Laboratory“, benannt nach dem ersten Firmensitz Woltersdorf (bei Berlin).
- Bis zur Version 2.0 Beta 4 besaß Burning Board eine Call-Home-Funktion.[28]

## Versionsübersicht

### Kostenpflichtige Versionen
| WSC- Version | Version      | Codename       | Veröffentlichung   |
| ------------ | ------------ | -------------- | ------------------ |
| -            | 2.0          |                | 23. März 2002      |
| -            | 2.0.3 pl3    |                |                    |
| -            | 2.1          | 5. Juli 2003   |                    |
| -            | 2.1.6 pl2    |                |                    |
| -            | 2.2          | 27. Juli 2004  |                    |
| -            | 2.2.2 pl2    |                |                    |
| -            | 2.3          | 3. Januar 2005 |                    |
| -            | 2.3.6 pl2    | 16. März 2007  |                    |
| 1.0          | 3.0          | Sunrise        | 25. Juli 2007      |
| 1.0          | 3.0.9 pl 1   | Sunrise        | 16. August 2009    |
| 1.1          | 3.1          | Volcano        | 14. Oktober 2009   |
| 1.1          | 3.1.0 pl 1   | Volcano        | 14. Oktober 2009   |
| 1.1          | 3.1.1        | Volcano        | 30. November 2009  |
| 1.1          | 3.1.1 pl 1   | Volcano        | 2. Dezember 2009   |
| 1.1          | 3.1.2        | Volcano        | 3. März 2010       |
| 1.1          | 3.1.3        | Volcano        | 16. August 2010    |
| 1.1          | 3.1.4        | Volcano        | 17. März 2011      |
| 1.1          | 3.1.5        | Volcano        | 17. Juni 2011      |
| 1.1          | 3.1.6        | Volcano        | 26. August 2011    |
| 1.1          | 3.1.7        | Volcano        | 11. Mai 2012       |
| 1.1          | 3.1.8        | Volcano        | 30. Juli 2013      |
| 2.0          | 4.0          | Dragon         | 12. Dezember 2013  |
| 2.0          | 4.0.0 pl 1   | Dragon         | 20. Dezember 2013  |
| 2.0          | 4.0.1        | Dragon         | 3. Januar 2014     |
| 2.0          | 4.0.2        | Dragon         | 28. Januar 2014    |
| 2.0          | 4.0.2 pl 1   | Dragon         | 29. Januar 2014    |
| 2.0          | 4.0.3        | Dragon         | 1. März 2014       |
| 2.0          | 4.0.4        | Dragon         | 19. März 2014      |
| 2.0          | 4.0.5        | Dragon         | 10. April 2014     |
| 2.0          | 4.0.6        | Dragon         | 2. Mai 2014        |
| 2.0          | 4.0.7        | Dragon         | 5. Juni 2014       |
| 2.0          | 4.0.8        | Dragon         | 30. Juli 2014      |
| 2.0          | 4.0.9        | Dragon         | 16. Januar 2015    |
| 2.0          | 4.0.10       | Dragon         | 21. Februar 2015   |
| 2.0          | 4.0.11       | Dragon         | 15. März 2015      |
| 2.0          | 4.0.12       | Dragon         | 2. September 2015  |
| 2.0          | 4.0.13       | Dragon         | 18. Oktober 2016   |
| 2.1          | 4.1          | Meteor         | 1. März 2015       |
| 2.1          | 4.1.1        | Meteor         | 3. März 2015       |
| 2.1          | 4.1.2        | Meteor         | 28. März 2015      |
| 2.1          | 4.1.3        | Meteor         | 14. April 2015     |
| 2.1          | 4.1.4        | Meteor         | 19. Mai 2015       |
| 2.1          | 4.1.5        | Meteor         | 30. Juni 2015      |
| 2.1          | 4.1.6        | Meteor         | 23. Juli 2015      |
| 2.1          | 4.1.7        | Meteor         | 3. September 2015  |
| 2.1          | 4.1.8        | Meteor         | 23. Oktober 2015   |
| 2.1          | 4.1.9        | Meteor         | 20. Dezember 2015  |
| 2.1          | 4.1.10       | Meteor         | 13. März 2016      |
| 2.1          | 4.1.11       | Meteor         | 1. Juni 2016       |
| 2.1          | 4.1.12       | Meteor         | 18. Oktober 2016   |
| 2.1          | 4.1.13       | Meteor         | 28. Februar 2017   |
| 2.1          | 4.1.19       | Meteor         | 19. April 2018     |
| 3.0          | 5.0          | Vortex         | 11. Januar 2017    |
| 3.0          | 5.0.1        | Vortex         | 20. Januar 2017    |
| 3.0          | 5.0.2        | Vortex         | 15. Februar 2017   |
| 3.0          | 5.0.3        | Vortex         | 28. Februar 2017   |
| 3.0          | 5.0.4        | Vortex         | 6. April 2017      |
| 3.0          | 5.0.14       | Vortex         | 19. April 2018     |
| 3.0          | 5.0.15       | Vortex         | 22. Mai 2018       |
| 3.0          | 5.0.16       | Vortex         | 2. Juli 2018       |
| 3.0          | 5.0.17       | Vortex         | 17. August 2018    |
| 3.0          | 5.0.18       | Vortex         | 15. Oktober 2018   |
| 3.0          | 5.0.19       | Vortex         | 1. Januar 2019     |
| 3.0          | 5.0.20       | Vortex         | 8. Februar 2019    |
| 3.0          | 5.0.21       | Vortex         | 4. April 2019      |
| 3.1          | 5.1.0 Beta 1 | Tornado        | 27. September 2017 |
| 3.1          | 5.1.0 Beta 2 | Tornado        | 25. Oktober 2017   |
| 3.1          | 5.1.0 Beta 3 | Tornado        | 13. November 2017  |
| 3.1          | 5.1.0 Beta 4 | Tornado        | 11. Dezember 2017  |
| 3.1          | 5.1.0 Beta 5 | Tornado        | 27. Dezember 2017  |
| 3.1          | 5.1.0        | Tornado        | 15. Januar 2018    |
| 3.1          | 5.1.1        | Tornado        | 14. März 2018      |
| 3.1          | 5.1.2        | Tornado        | 19. April 2018     |
| 3.1          | 5.1.3        | Tornado        | 22. Juni 2018      |
| 3.1          | 5.1.4        | Tornado        | 2. Juli 2018       |
| 3.1          | 5.1.5        | Tornado        | 17. August 2018    |
| 3.1          | 5.1.6        | Tornado        | 15. Oktober 2018   |
| 3.1          | 5.1.7        | Tornado        | 1. Januar 2019     |
| 3.1          | 5.1.8        | Tornado        | 8. Februar 2019    |
| 3.1          | 5.1.9        | Tornado        | 4. April 2019      |
| 3.2          | 5.5.8        | Hurricane      | 19. Januar 2023    |

### Kostenlose Versionen
| WCF- Version | Version        | Codename          | Veröffentlichung  |
| ------------ | -------------- | ----------------- | ----------------- |
| –            | 1.0            |                   | 2001              |
| –            | 1.1.0          | 20. Februar 2002  |                   |
| –            | 1.1.1c         | Sommer 2002       |                   |
| –            | 1.2            | 10. November 2002 |                   |
| –            | Lite 1.0       |                   | Sommer 2004       |
| –            | Lite 1.0.2 pl3 |                   |                   |
| 1.0          | Lite 2.0       | Nova              | 20. Mai 2008      |
| 1.0          | Lite 2.0.1     | Nova              |                   |
| 1.1          | Lite 2.1       | Aurora            | 11. November 2010 |
| 1.1          | Lite 2.1.1     | Aurora            | 7. April 2011     |